# Български народни песни (сборник)
„Български народни песни“ е сборник с текстове на народни песни от различни части на българското землище, съставен от братята Димитър и Константин Миладинови от Струга. Той е издаден през 1861 година в Загреб под заглавие „Бѫлгарски народни пѣсни собрани одъ братья Миладиновци Димитрія и Константина и издани одъ Константина. Въ Загребъ въ книгопечатница-та на А. Якича. 1861.“

## Подготовка и издаване
Сборникът е замислен още през 1840-те години. Димитър Миладинов е насърчен от руския славист проф. Виктор Григорович, който посещава Охрид през 1845 година, среща се с него и двамата заедно отиват в Струга, където Григорович записва българска песен, чута от майката на Миладинов. Димитър обещава да изпрати някои фолклорни песни на Григорович. Това може да се види от неговото писмо от 25 февруари 1846:
| „ | Изпълнявайки вашите препоръки аз не щадя усилия за поощряването на развитие на българския език и българските народни песни... Между това моите старания за нашия български език и българските народни песни според вашата поръка са много големи. Не преставам да продължавам изпълнението на моите обещания към ваша милост, защото ние българите, спонтанно се стремим към истината. | “ |
Акад. Петър Динеков в предговора към изданието на сборника от 1981 година (с. 8) пише:
| „ | На 20 август 1852 Димитър Миладинов до Александър Екзарх съобщава, че Виктор Григорович записал от майката на Миладинови „една болгарска песма“ и продължава, че Григорович настоятелно го молел да напише „граматика на говоримия днес български език“. | “ |
Константин Миладинов от своя страна е насърчаван от българските студенти в Москва (Любен Каравелов, Райко Жинзифов, Сава Филаретов, Васил Попович и други) да издаде сборника там, но не успява да намери руски издател, понеже песните са написани с гръцка азбука. Брат му Димитър продължава да му изпраща нови материали и през 1860 г. Константин се обръща с писмо към хърватския католически епископ Йосип Щросмайер, който симпатизира на български народ, с молба за помощ. Щросмайер се съгласява, при условие книгата да бъде напечатана на кирилица:
| „ | Гърците са донесли на вас българите много мизерия и проблеми; това е начинът, по който вие трябва да се откажете от тяхното писмо и да прегърнете кирилицата. | “ |
Заради ключовата подкрепа на Йосиф Щросмайер, сборникът е посветен на него, като на „великодушни-отъ покровитель народната книжнина“, а в началото на книгата е включено благодарствено писмо на Константин Миладинов до Щросмайер:
| „ | Ваша Превозвишеность и Пресвѣтлость! Предъ неколку години Бѫлгарски-те пѣсни собрани, още много време ке стоıеха закопани въ неизвѣстность, ако не бѣше високо-то Ваше участıе.“ Ваша Пресвѣтлость глобоко почувствува че народно-то образованıе ıе найголемо-то рѫчателство за благоденствıе-то одъ народ-отъ; и нищо прѣдъ него не щадеемъ, щедро 'секога и 'секаде помогна въ полезни издаваня и училищни потребности. При 'си-те тıе благородни стремленıя Ваша Превозвишеность благоизволи да обѫрни вниманıе и на найюжни-те Славяни Бѫлгари и да покажитъ великодушно-то ѣ участıе въ издаванıе-то на това, общеполезно сокровище; и на конецъ, окрилатена одъ народно-то доброжелателство, захвати найплодородната идеа, и основа Югославянска-та Академıя, той драгоцененъ венецъ на толку голѣми Ваши благодеянıя. При такви сıяйни Ваши услуги на книжнина-та сѣ осмелихъ да посвѣтамъ на име-то одъ Ваша Пресвѣтлость това собранıе отъ народни-те пѣъсни, кое, молямъ, благосклоно да прıимитъ заедно со глобока-та ми признателность, съ коя имамъ честь да останамъ На Ваша Прѣвозвишеность и Пресвѣтлость Найпокорни слуга К. Миладиновъ. | “ |

## Издания
- Братя Миладинови. „Български народни песни“. Трето издание, под редакцията на проф. М. Арнаудов. София, 1942, 571 с.
- К. Миладинов. „Творби“. Скопие, 1958
- „Български народни песни. Собрани от Братя Миладиновци Димитрия и Константина и издани от Константиня“. Четвърто издание, под редакцията на Петър Динеков. София, 1961

## Сръбски и македонистки възгледи
Сръбски националистически автори обвиняват Братя Миладинови в „побългаряване“ на „сръбски народни песни“ от Македония, а апологетите на македонизма представят сборника с фалшиви имена като „Сборник с народни македонски песни“, „Сборник на Народни Песни“, „Народни песни“, „Македонски и български народни песни“ и най-често – „Сборник на Братята Миладинови“.